# Karl Wilhelm von Toll
Karl Wilhelm hr. von Toll, ros. Карл Вильгельм Федоривич Толль, Карл Вильгельм Фёдорович Толь (ur. 19 kwietnia 1777, Rewel, zm. 5 maja 1842, Petersburg) – rosyjski generał.
Pochodził z hrabiowskiego rodu inflanckiego sięgającego tradycją XII wieku.
Służbę rozpoczął w 1796 roku. Zdolny sztabowiec. Walczył w kampaniach przeciwko Francji i Turcji. w 1812 r. mianowany generalnym kwatermistrzem 1 Armii. Następnie generalny kwatermistrz sztabu głównego cesarza Aleksandra I. Na stopień generała piechoty mianowany w 1825 roku. W wojnie tureckiej 1828–1829 wyróżnił się jako szef sztabu armii rosyjskiej. Od 1830 członek Rady Państwa.
Brał udział w tłumieniu powstania listopadowego. Był szefem sztabu głównej armii rosyjskiej dowodzonej przez feldmarszałka Iwana Dybicza. Współpraca z głównodowodzącym nie układała się jednak najlepiej, gdyż koncepcje Tolla były często ignorowane przez głównodowodzącego, który jednak powierzał mu odpowiedzialne zadania, między innymi dowodzenie wydzielonymi grupami wojsk rosyjskich. Po śmierci Dybicza tymczasowo pełnił funkcję głównodowodzącego. Współpraca Tolla z kolejnym naczelnym wodzem, Iwanem Paskiewiczem przebiegała harmonijnie. To właśnie Toll był głównym autorem „manewru Paskiewicza” – strategicznego obejścia polskich pozycji od północy i przeprawy przez Wisłę pod Włocławkiem oraz autorem planu udanego szturmu Warszawy. W jego trakcie, po kontuzji Paskiewicza, objął ponownie naczelne dowództwo.
Od 1833 r. pełnił wysokie funkcje w Imperium Rosyjskim, był m.in. głównym zarządcą dróg i kierował robotami publicznymi w całym Cesarstwie. W nagrodę za zasługi otrzymał w 1836 roku majorat Uniejów, który przeszedł na jego syna Aleksandra, a potem wnuka, również Aleksandra von Tolla.

## Rodzina
Pochodził z rodziny luterańskiej szlachty niemieckiej w Inflantach. W 1814 poślubił Karolinę Olgę von Strandmann (1796–1861), z którą miał ośmioro dzieci w tym:
- Aleksandra (1816–1892) ⚭ 1838 Anna von Loeben († 1863), ojca m.in. Sergiusza von Tolla(inne języki) (1848–1923) gubernatora Sankt-Petersburga w l. 1898–1903, dziedzica majoratu Uniejów
- Helenę Charlottę Luizę (1833–1910) ⚭ 1857 hr. Konstantyn Ferdinand von Pahlen(inne języki) (1830–1912) w l. 1867–1878 rosyjski minister sprawiedliwości
- Karla Wilhelma (1834–1893), rosyjskiego posła w Danii ⚭ 1858 Helene von Strandmann (1834–1910)